# Juan Ponce Enrile jr.
Juan Ponce Enrile jr. (Manilla, 16 juli 1958), beter bekend als Jack Enrile, is een Filipijns politicus. Enrile was van 1998 tot 2007 en van 2010 tot 2013 lid van het Filipijns Huis van Afgevaardigden namens het 1e kiesdistrict van Cagayan.

## Biografie
Juan Ponce Enrile jr. werd geboren op 16 juli 1958 in de Filipijnse hoofdstad Manilla. Hij is de enige zoon van senaatspresident Juan Ponce Enrile en Cristina Castañer, voormalig Filipijns ambassadeur bij het Vaticaan. Enrile jr. volgde zijn lagere- en middelbareschoolonderwijs aan de Ateneo de Manila University. In 1993 behaalde hij een Bachelor of Arts-diploma Engels aan het Christian Heritage College in El Cajon in de Amerikaanse staat Californië. Drie jaar later voltooide hij een master-opleiding bedrijfskunde aan de Pepperdine University in Malibu
Enrile jr. werd in 1998 gekozen als afgevaardigde van het 1e kiesdistrict van Cagayan. In 2001 en 2004 werd hij herkozen. Na zijn derde en dus wettelijk laatste opeenvolgende termijn werd zijn vrouw Sally Ponce Enrile gekozen als zijn opvolger in het Huis. Bij de verkiezingen van 2010 heroverde hij zijn zetel weer. In 2012 werd bekend dat Enrile jr. zou worden opgenomen in het team van senaatskandidaten van de oppositiecoalitie, de United Nationalist Alliance, voor de senaatsverkiezingen van 2013. Enrile eindigde bij de verkiezingen op de 15e plek, drie plaatsen te laag voor een zetel in de Filipijnse Senaat. 
Enrile trouwde op 19-jarige leeftijd met Cristina Macalinao. Samen kregen zij twee dochters. Later werd dit huwelijk ontbonden en trouwde hij met Sally Santiago . Ook met haar kreeg hij twee kinderen.